# Хасан Салама
Хасан Салама (Саламех) (араб. حسن سلامة‎, транслитерация: Ḥasan Salāmah) (1912, Кула, Иерусалим, Османская империя — 2 июня 1948, Рас-аль-Эйн, Государство Палестина) — палестинский арабский националистический партизанский лидер, командующий палестинской Армии Священной Войны (Аль-Джихад Джейшь аль-Мукаддас, араб. جيش الجهاد المقدس‎) в арабо-израильской войне 1947—1949 годов наряду с Абд аль-Кадир аль-Хусейном.

## Биография
Салама родился в деревне Кула, около Лидды.
В 1936 году участвовал в восстании против англичан. После краха восстания и начала Второй мировой войны в октябре 1939 года Салама бежал через Бейрут и Дамаск в Багдад вместе с муфтием Иерусалима Амином аль-Хусейни и членами Верховного арабского комитета.
В 1944 году во время Второй мировой войны стал агентом немецкой военной разведки и участником операции в Палестине, целью которой было массовое отравление колодцев. 6 октября 1944 года был сброшен немцами с парашютом в районе Иерихона в составе диверсионной группы. Арестован британской контрразведкой и просидел в тюрьме до конца войны.
После встречи палестинских арабов, проведённой в Дамаске 5 февраля 1948 года, Салама был направлен в Лидду для организации полевых команд.
Погиб в боях при Рас аль-Эйн 2 июня 1948 года.
Сын Хасана Саламы, Али Хасан Салама, позже стал лидером палестинской террористической организации «Чёрный сентябрь», действовавшей в 1970-х годах. Он погиб в 1979 году в результате взрыва заминированного автомобиля в Бейруте.